# ایوان افرموف

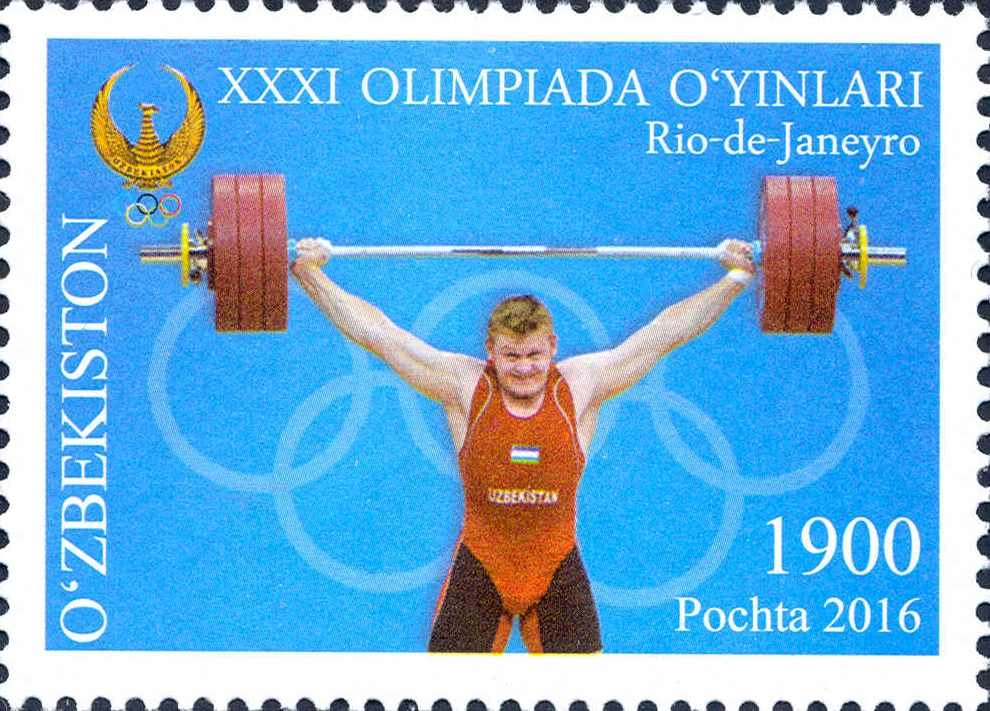
تمبر ایوان افرموف - ۲۰۱۶

ایوان افرموف (انگلیسی: Ivan Efremov) وزنه‌بردار اهل کشور ازبکستان است. او در مسابقات وزن ۱۰۵ کیلوگرم المپیک ۲۰۱۲ لندن شرکت کرد و توانست جواز حضور در المپیک ۲۰۱۶ ریو را کسب کند.